# Adult Education Survey
Der Adult Education Survey (AES) ist eine Datenerhebung über die Beteiligung und Nichtbeteiligung Erwachsener am lebenslangen Lernen innerhalb der Europäischen Union. Er wird seit 2007 im Abstand von zwei bis drei Jahren in Deutschland durchgeführt und hat das vorherige Berichtssystem Weiterbildung des BMBF abgelöst. Seit der Erhebung 2011/12 ist er verpflichtend für die Mitgliedstaaten.
Befragt werden jeweils repräsentative Stichproben der 25- bis 64-jährigen Bevölkerung (in Deutschland der 18–64-jährigen Bevölkerung) zu ihren Lernaktivitäten in den letzten 12 Monaten. Grundlegend ist die Erfassung der Lernaktivitäten nach der „Classification of Learning Activities“ (Eurostat (Hrsg.), Luxemburg 2006). Diese Klassifikation unterscheidet zwischen formaler Bildung, non-formaler Bildung und informellem Lernen. Die Studie erfasst vier Veranstaltungsarten: Kurse oder Lehrgänge in der Arbeits- und Freizeit, kurzzeitige Bildungs- oder Weiterbildungsveranstaltungen, Schulungen am Arbeitsplatz, Privatunterricht in der Freizeit. Man unterscheiden zwischen drei Segmenten der Weiterbildung: betriebliche Weiterbildung, individuelle berufsbezogene Weiterbildung und nicht berufsbezogene Weiterbildung. Zur betrieblichen Weiterbildung zahlen vorausgeplante, organisierte Weiterbildungsmaßnahmen, die nach den Angaben der Teilnehmenden vollständig oder teilweise vom Arbeitgeber finanziert wurden. Individuelle berufsbezogene Weiterbildung sind alle anderen Weiterbildungsaktivitäten, die überwiegend aus beruflichen Gründen erfolgen. Nicht berufsbezogene Weiterbildung erfasst alle Weiterbildungsaktivitäten, die hauptsächlich aus privaten Gründen erfolgen. Darüber hinaus werden soziodemografische Daten der befragten Personen und weitere Themen erhoben, die das Weiterbildungsverhalten in einen breiteren Kontext stellen.
Die Weiterbildungsbeteiligung wird anhand von drei Indikatoren erfasst: Teilnahmequote (Der Anteil an Personen, die innerhalb des gewählten Referenzzeitraums an einer oder mehreren Weiterbildungsveranstaltungen teilgenommen haben), Teilnahmefälle (Die Zahl der von einer Person innerhalb des Referenzzeitraums besuchten Veranstaltungen) und Weiterbildungsvolumen (Die Gesamtdauer der im Referenzzeitraum besuchten Veranstaltungen).